# 黒崎インターチェンジ

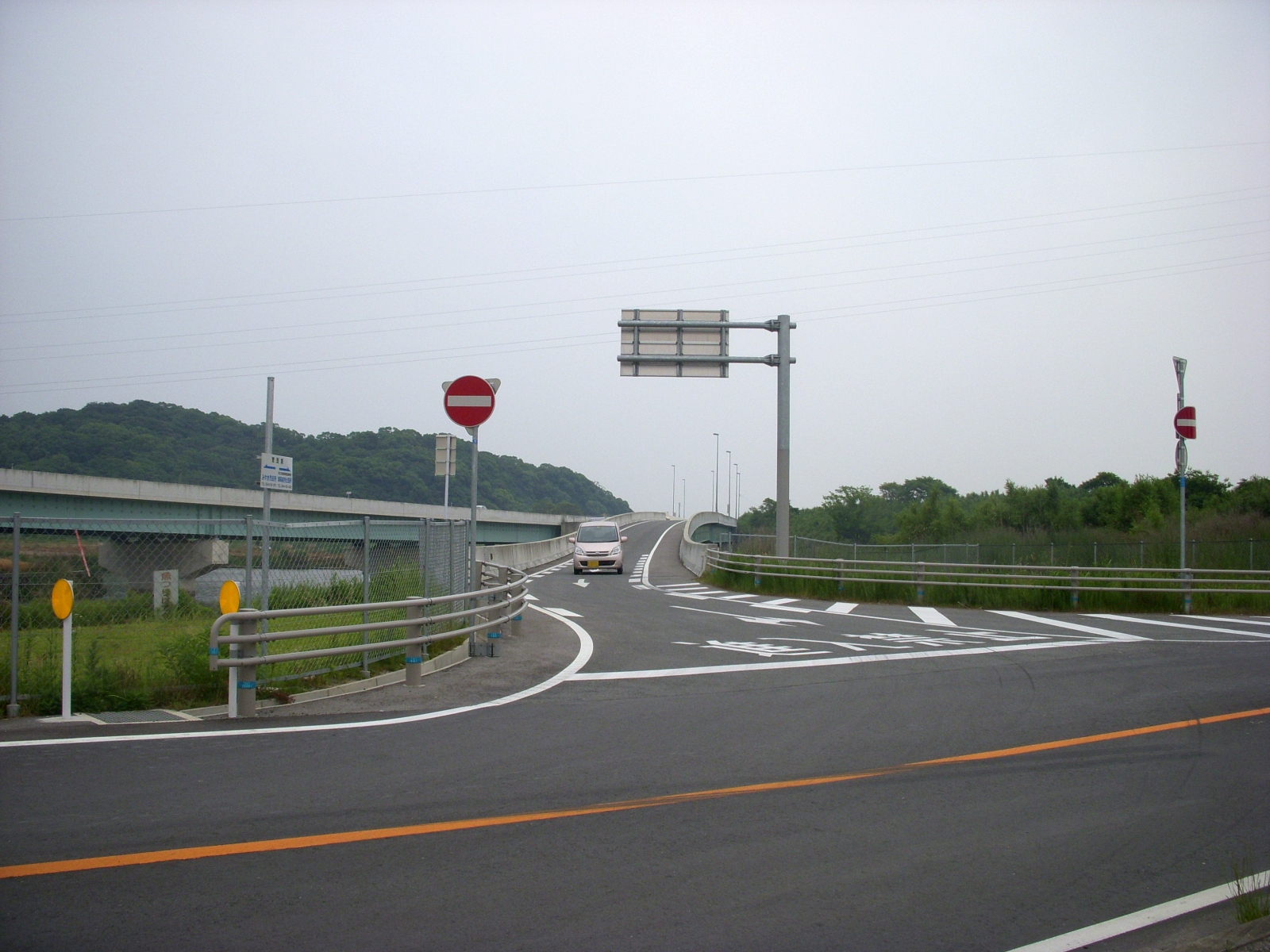
黒崎IC出口の様子

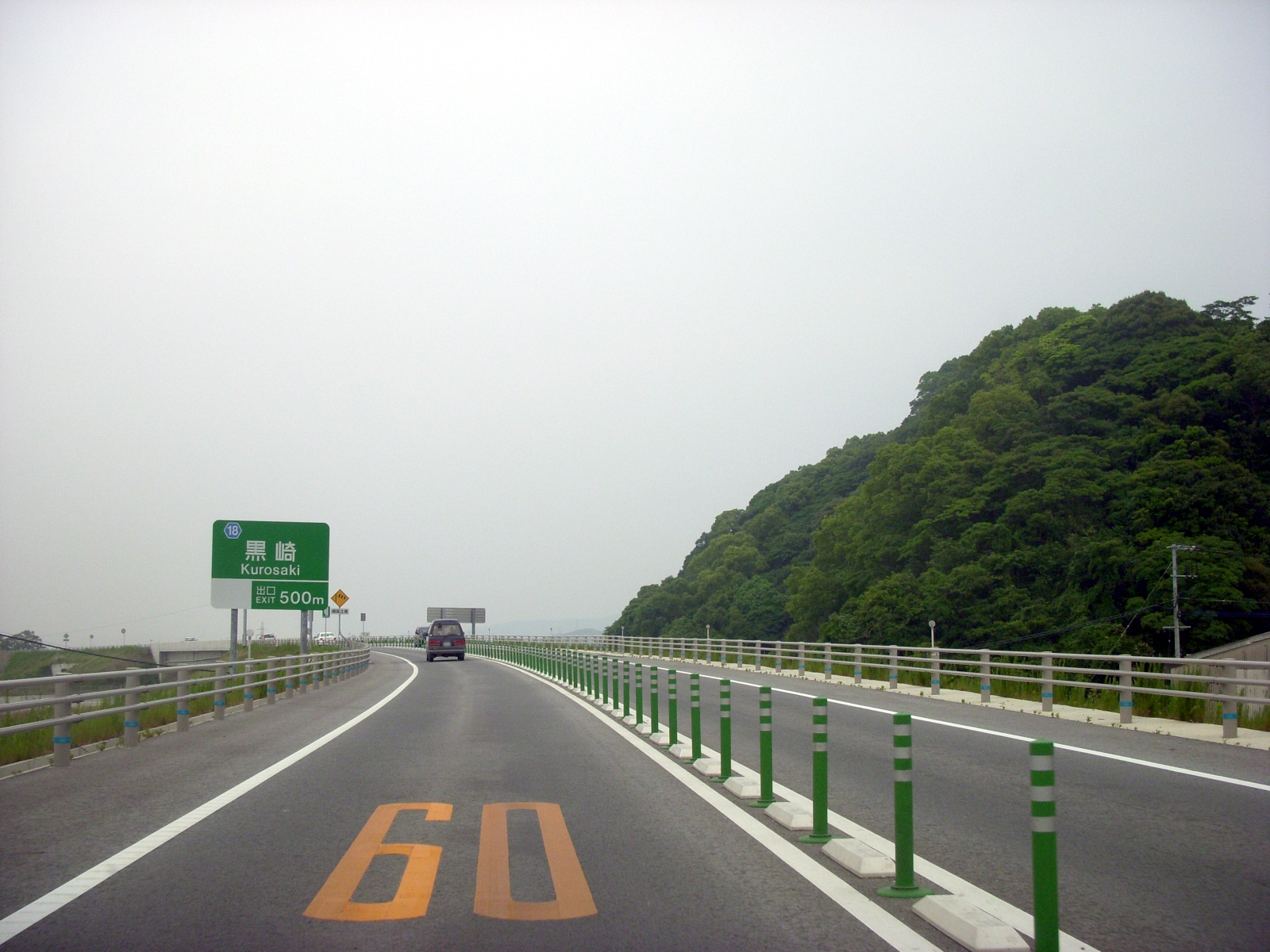
黒崎IC出口500m手前。右手に黒崎公園が見える

黒崎インターチェンジ（くろさきインターチェンジ）は、福岡県みやま市高田町にある有明海沿岸道路（大牟田高田道路・高田大和バイパス）のインターチェンジである。

## 概要
黒崎IC周辺は畔の上空を通過することやインターに隣接する形で福岡県の指定文化財である矩手水門と黒崎堤防のすぐそばを通過する構造であることから入口と出口が異なる場所に設置されている。当インターチェンジより高田大和バイパスの起点となるが大牟田方面に対しての出入口しかないハーフインターチェンジであるため、柳川・佐賀方面へは隣の高田ICを利用することになる。

## 歴史
- 2008年3月29日 : 大牟田IC - 高田IC間開通に伴い供用開始
- 2013年1月28日 : 上り線・黒崎IC - 大牟田北IC間 片側2車線化
- 2013年9月25日 : 下り線・大牟田北IC - 黒崎IC間 片側2車線化 [1]

## 道路
- 有明海沿岸道路（大牟田高田道路・高田大和バイパス）

## 接続する道路
- 福岡県道・佐賀県道18号大牟田川副線

## 周辺
- 黒崎公園
- 黒崎団地

## 隣
有明海沿岸道路（大牟田高田道路）
大牟田北IC - 黒崎IC
有明海沿岸道路（高田大和バイパス）
黒崎IC - 高田IC